# Theodoor Hendrik van de Velde
Theodoor Hendrik van de Velde (* 12. Februar 1873 in Leeuwarden; † 27. April 1937 in der Nähe von Lugano) war ein friesisch-niederländischer Frauenarzt. Er war Direktor des Gynäkologischen Instituts in Haarlem (Niederlande).

## Leben
Im Jahr 1905 entdeckte van de Velde erstmals den Verlauf der Kurve der Körpertemperatur in zwei Phasen. Er brachte diesen Verlauf bei Frauen in einen Zusammenhang mit der Eierstockfunktion. Sein 1926 erschienenes Buch Het volkomen huwelijk (deutsch: Die vollkommene Ehe) machte ihn international bekannt. Das Buch tritt für Wissen und Sinnlichkeit in der Erotik ein. Es gilt als "die Mutter aller Aufklärungsbücher". In Deutschland erreichte Die vollkommene Ehe 1932, obwohl es von der römisch-katholischen Kirche auf die Liste der verbotenen Bücher (Index librorum prohibitorum) gesetzt wurde, die 42. Auflage. Im protestantischen, sozialdemokratischen Schweden war Det fulländade äktenskapet weithin bekannt, obwohl es als pornographisch und bis in die 1960er Jahre als ungeeignet für junge Leser betrachtet wurde. 1968, im Jahr seiner Verfilmung, lag das Buch in der Bundesrepublik Deutschland in der 77. Auflage und dem 786. Tausend vor.

## Veröffentlichungen (Auswahl)
- Die vollkommene Ehe. Eine Studie über ihre Physiologie und Technik. (1926).
- Die Abneigung in der Ehe. Eine Studie über ihre Entstehung und Bekämpfung. (1928).
- Die Erotik in der Ehe. Ihre ausschlaggebende Bedeutung. (1928).
- Die Fruchtbarkeit in der Ehe und ihre wunschgemäße Beeinflussung. (1929).
- Der Ehespiegel. Leipzig 1929.
- E.T. oder E.U. (Ehe-Tauglich oder Ehe-Untauglich?). Eine Anleitung zur Beantwortung der Frage: Kann, will, darf und soll ich heiraten? (1930).

## Rezeption
- 1928 wurde in Deutschland der van-de-Velde-Film „Die Ehe“ gedreht. Regie: Eberhard Frowein, Autor: Theodoor van de Velde. Uraufführung Titania-Palast, 24. April 1929.
- 1929 der Film „Fruchtbarkeit (Das Problem der Mutterschaft)“. Regie: Eberhard Frowein, Autor: Theodoor van de Velde.
- 1968 „Van de Velde: Die vollkommene Ehe“, Rialto Film Berlin. Regie: Franz Josef Gottlieb. Buch: nach Theodoor van de Velde. Erstaufführung am 8. August 1968.